# جينيفر بيلز
جنيفر بيلز (بالإنجليزية: Jennifer Beals)‏ مواليد 19 ديسمبر 1963 في شيكاغو، إلينوي، الولايات المتحدة، هي ممثلة أمريكية بدأت مسيرتها الفنية عام 1980. عرفت بأدوارها في أفلام فلاش دانس والشيطان في رداء أزرق

## حياتها
والدها ألفريد بيلز كان أفريقي الأصل، أمّا والدتها من أصل إيرلندي. كانت متزوجة من المخرج الأميركي الكساندر روكويل، وبعد إنفصالها عنه تزوجت من رجل أعمال أنجبت منه طفلتها الوحيدة. وأيضا أنها رياضية مثابرة حيث شاركت في سباقات التراي أثلون عام 2007 وأيضا عام 2009 في فانكوفر كندا.

## مشوارها الفني
قدمت عام 1995 دور مع ممثل دانزل واشنطن في فيلم الشيطان في رداء أزرق وعادت في عام 2010 لتقدم معه فيلم كتاب إيلاي الذي حقق نجاحا كبيرا عند عرضه. قدمت للتلفزيون المسلسل كلمة إل الذي أثار ضجة عند عرضه لأول مرة.

## الأعمال
| أعمالها            | الدور/الوظيفة |
| ------------------ | ------------- |
| After              | كارين جيبسون  |
| White Orchid       |               |
| Taken              | كريستينا      |
| Before I Fall      |               |
| ليل مانهاتن        | ليزا ورن      |
| Manhattan Nocturne |               |
| Chicago code       | تيريزة كولفين |
| My Name Is Sarah   | سارا          |
| Runaway jury       | فينيسا ليمبك  |
| ميليشيا            |               |
| أربع غرف (فيلم)    | آنجيلا        |
| قبلة مصاص الدماء   | رايتشِل        |
| Flashdance         | أليكس أوينس   |

## روابط خارجية
- جينيفر بيلز على موقع IMDb (الإنجليزية)
- جينيفر بيلز على موقع روتن توميتوز (الإنجليزية)
- جينيفر بيلز على موقع ألو سيني (الفرنسية)
- جينيفر بيلز على موقع ميوزك برينز (الإنجليزية)
- جينيفر بيلز على موقع تيرنر كلاسيك موفيز (الإنجليزية)
- جينيفر بيلز على موقع أول موفي (الإنجليزية)
- جينيفر بيلز على موقع قاعدة بيانات الأفلام السويدية (السويدية)
- جينيفر بيلز على موقع إن إن دي بي (الإنجليزية)
- جينيفر بيلز على موقع ديسكوغز (الإنجليزية)
- جينيفر بيلز على موقع قاعدة بيانات الفيلم (الإنجليزية)